# Psaume 16 (15)

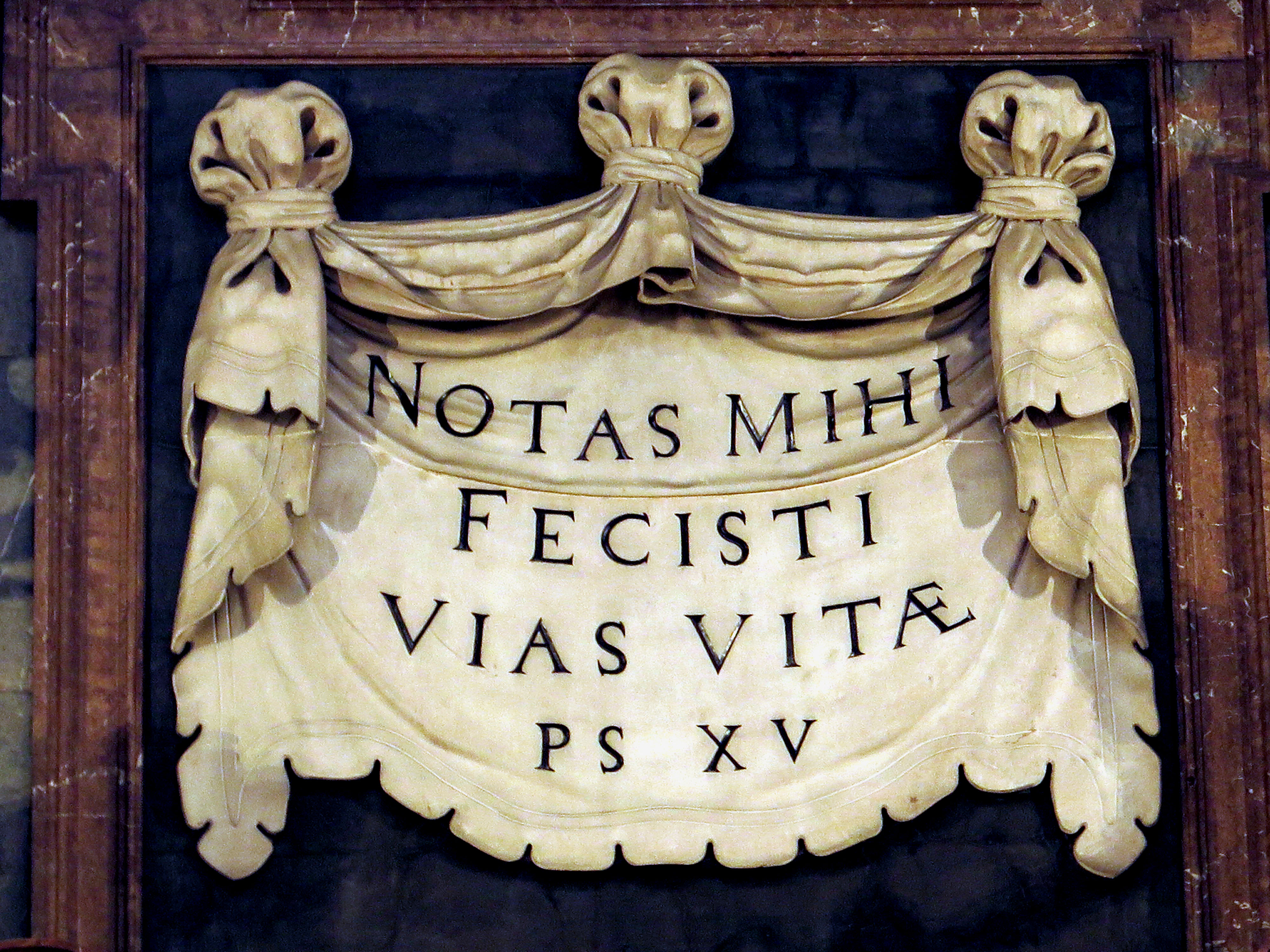
Psaume 16 (La cathedrale du Salzbourg)

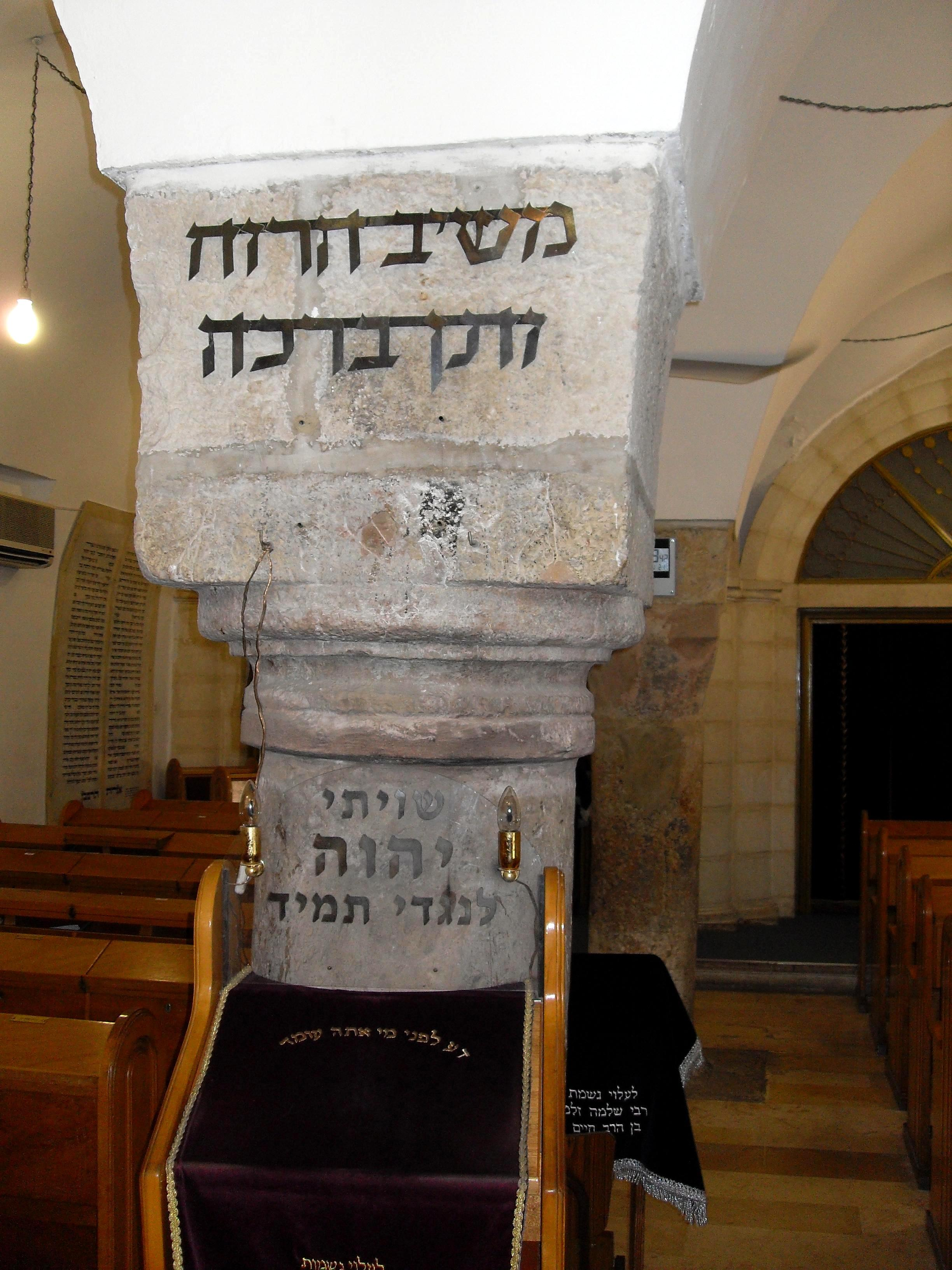
Synagogue de Ramban dans la vieille ville de Jérusalem. le verset 8 du psaume 16 est écrit en hébreu en bas de la colonne.

Le psaume 16 (15 selon la numérotation de la Septante en grec) est une hymne attribuée à David. Il fait partie des psaumes de confiance, et d'après le vocabulaire employé, il pourrait dater du temps de David ou du prophète Jérémie. Ce psaume apparaît dans le Nouveau Testament : il est cité deux fois explicitement dans le livre des Actes des Apôtres.

## Texte
N.B. Le texte latin de la Vulgate comporte un verset de moins car les deux derniers versets de l’original hébreu n’en forment plus qu’un dans la Vulgate. Ceci excepté, les numéro de versets se correspondent entre les trois versions.
| verset | original hébreu                                                     | traduction française de Louis Segond | Vulgate latine |
| ------ | ------------------------------------------------------------------- | --- | --- |
| 1      | מִכְתָּם לְדָוִד: שָׁמְרֵנִי אֵל, כִּי-חָסִיתִי בָךְ                                    | [Hymne de David.] Garde-moi, ô Dieu ! car je cherche en toi mon refuge.                                                                            | [Tituli inscriptio ipsi David] Conserva me Domine quoniam in te speravi |
| 2      | אָמַרְתְּ לַיהוָה, אֲדֹנָי אָתָּה; טוֹבָתִי, בַּל-עָלֶיךָ                                | Je dis à l’Éternel : Tu es mon Seigneur, tu es mon souverain bien !                                                                                | Dixi Domino Dominus meus es tu quoniam bonorum meorum non eges |
| 3      | לִקְדוֹשִׁים, אֲשֶׁר-בָּאָרֶץ הֵמָּה; וְאַדִּירֵי, כָּל-חֶפְצִי-בָם                           | Les saints qui sont dans le pays, les hommes pieux sont l’objet de toute mon affection.                                                            | Sanctis qui sunt in terra eius mirificavit mihi ; omnes voluntates meas in eis |
| 4      | יִרְבּוּ עַצְּבוֹתָם, אַחֵר מָהָרוּ:בַּל-אַסִּיךְ נִסְכֵּיהֶם מִדָּם; וּבַל-אֶשָּׂא אֶת-שְׁמוֹתָם, עַל-שְׂפָתָי | On multiplie les idoles, on court après les dieux étrangers : je ne répands pas leurs libations de sang, je ne mets pas leurs noms sur mes lèvres. | Multiplicatae sunt infirmitates eorum postea adceleraverunt non congregabo conventicula eorum de sanguinibus nec memor ero nominum eorum per labia mea                                                |
| 5      | יְהוָה, מְנָת-חֶלְקִי וְכוֹסִי-- אַתָּה, תּוֹמִיךְ גּוֹרָלִי                             | L’Éternel est mon partage et mon calice ; c’est toi qui m’assures mon lot ;                                                                        | Dominus pars hereditatis meae et calicis mei tu es qui restitues hereditatem meam mihi |
| 6      | חֲבָלִים נָפְלוּ-לִי, בַּנְּעִמִים; אַף-נַחֲלָת, שָׁפְרָה עָלָי                            | Un héritage délicieux m’est échu, une belle possession m’est accordée.                                                                             | Funes ceciderunt mihi in praeclaris etenim hereditas mea praeclara est mihi |
| 7      | אֲבָרֵךְ--אֶת-יְהוָה, אֲשֶׁר יְעָצָנִי; אַף-לֵילוֹת, יִסְּרוּנִי כִלְיוֹתָי                   | Je bénis l’Éternel, mon conseiller ; la nuit même mon cœur m’exhorte.                                                                              | Benedicam Domino qui tribuit mihi intellectum insuper et usque ad noctem increpaverunt me renes mei                                                                                                   |
| 8      | שִׁוִּיתִי יְהוָה לְנֶגְדִּי תָמִיד: כִּי מִימִינִי, בַּל-אֶמּוֹט                           | J’ai constamment l’Éternel sous mes yeux ; quand il est à ma droite, je ne chancelle pas.                                                          | Providebam Dominum in conspectu meo semper quoniam a dextris est mihi ne commovear |
| 9      | לָכֵן, שָׂמַח לִבִּי--וַיָּגֶל כְּבוֹדִי; אַף-בְּשָׂרִי, יִשְׁכֹּן לָבֶטַח                        | Aussi mon cœur est dans la joie, mon esprit dans l’allégresse, et mon corps repose en sécurité.                                                    | Propter hoc laetatum est cor meum et exultavit lingua mea insuper et caro mea requiescet in spe |
| 10     | כִּי, לֹא-תַעֲזֹב נַפְשִׁי לִשְׁאוֹל; לֹא-תִתֵּן חֲסִידְךָ, לִרְאוֹת שָׁחַת                     | Car tu ne livreras pas mon âme au séjour des morts, tu ne permettras pas que ton bien-aimé voie la corruption.                                     | Quoniam non derelinques animam meam in inferno non dabis sanctum tuum videre corruptionem notas mihi fecisti vias vitae adimplebis me laetitia cum vultu tuo delectatio in dextera tua usque in finem |
| 11     | תּוֹדִיעֵנִי, אֹרַח חַיִּים:שֹׂבַע שְׂמָחוֹת, אֶת-פָּנֶיךָ; נְעִמוֹת בִּימִינְךָ נֶצַח              | Tu me feras connaître le sentier de la vie ; il y a d’abondantes joies devant ta face, des délices éternelles à ta droite.                         | |

## Structure et thème du psaume
Après une introduction de deux versets, le psaume est composé de deux parties, conclues par le dernier verset sur le bonheur en Dieu. La première partie exprime le rejet des idoles par le psalmiste. Il leur préfère l’Éternel, appelé dans le texte Él, le plus ancien nom de Dieu chez les hébreux. La seconde partie, très riche en pronoms, manifeste l'amitié en Dieu. Cela est renforcé par les deux images spatiales. Finalement, le cheminement du psalmiste le conduit à maintenir fidèlement sa confiance.

## Usages liturgiques

### Dans le judaïsme
Le psaume 16 est lu lors des cérémonies de azkara, en mémoire d'un décès. On trouve aussi le verset 3 du psaume 16 au chapitre 6 du pirke avot.
Le début du verset 8 est inscrit très souvent sur l'Aron Hakodesh (Arche sainte (synagogue).

### Dans le christinaisme

#### Chez les catholiques
Vers 530, saint Benoît de Nursie attribua ce psaume, dans sa règle de saint Benoît, à l'office de prime du vendredi. 
De nos jours, le psaume 16 est plus fréquemment utilisé : dans la liturgie des Heures, il est récité ou chanté aux vêpres du samedi de la première semaine et aux complies de chaque jeudi. Dans la liturgie eucharistique, on le prend le troisième dimanche de Pâques de l'année A, le 33e dimanche du temps ordinaire de l'année B et le 13e dimanche du temps ordinaire de l'année C.

## Mise en musique
- Marc-Antoine Charpentier compose en 1699 Un Conserva me Domine , H.230, pour solistes, chœur, cordes, et basse continue.